# هيلين زاهافي
هيلين زاهافي (بالإنجليزية: Helen Zahavi)‏ (ولدت في 1966) هي روائية وكاتبة سيناريو إنجليزية.
من رواياتها «نهاية أسبوع قذرة» عام 1991. التي تسببت في ضجة إعلامية وتساءل مقال في الصنداي تايمز عن أخلاقية الكتاب، وكان من أكثر الكتب مبيعاً وترجم إلى عدة لغات.